# پمکس

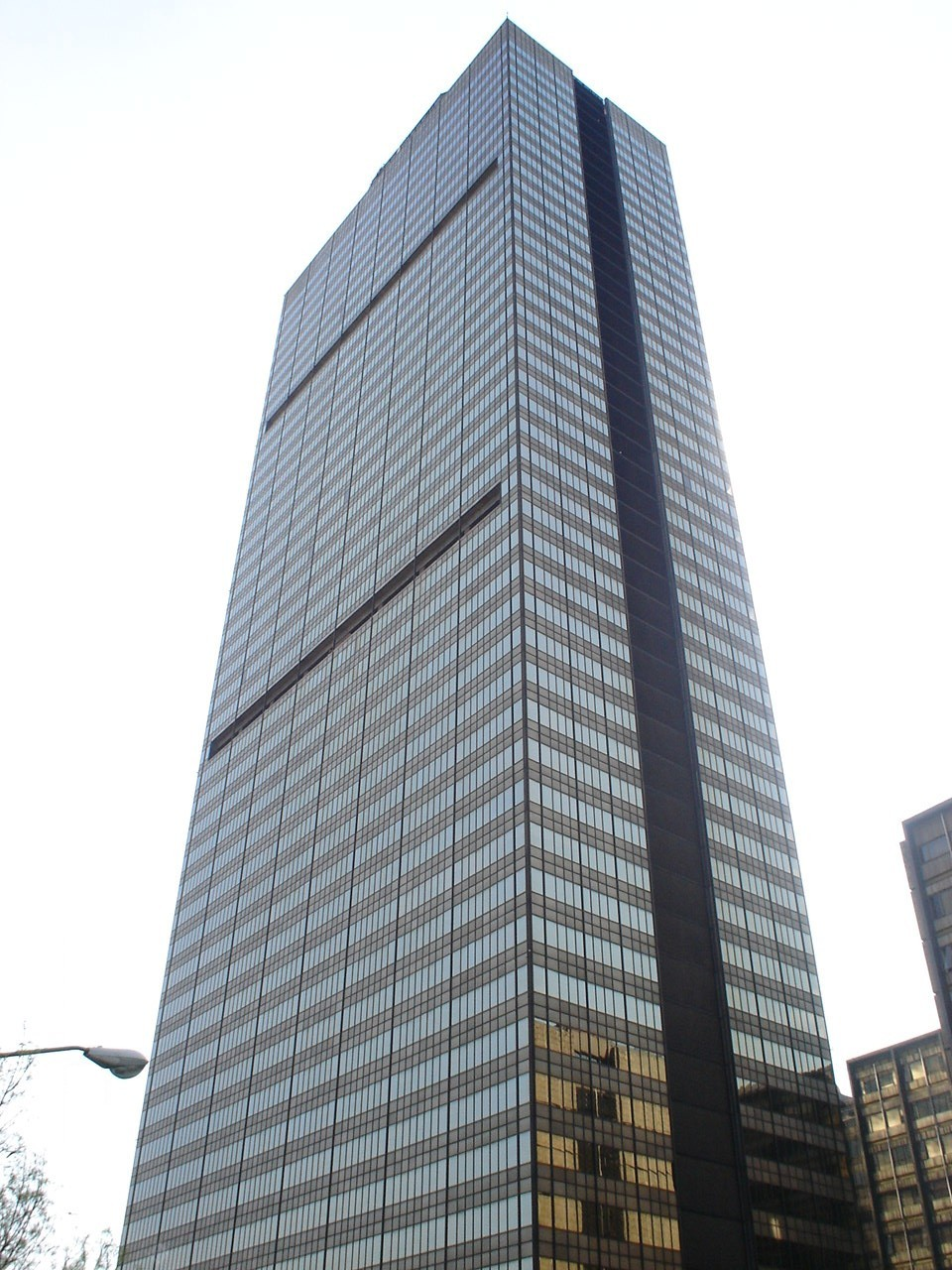
ساختمان مرکزی شرکت پمکس، در مکزیکو سیتی

پمکس (به اسپانیایی: PEMEX) شرکت دولتی نفت و گاز مکزیک است، که در زمینه اکتشاف، توسعه و تولید نفت خام، گاز طبیعی و میعانات گازی، پالایش، بازاریابی و توزیع فراورده‌های نفتی، همچنین تولید محصولات پتروشیمی فعالیت می‌کند. 
شرکت ملی نفت مکزیک در سال ۱۹۳۸ در پی ملی‌سازی کلیه شرکت‌های نفتی خصوصی، خارجی و داخلی در کشور مکزیک تأسیس شد. شرکت پمکس در سال مالی ۲۰۱۰ با مجموع دارایی ۴۱۵ میلیارد دلار، به‌عنوان بزرگترین شرکت مکزیک شناخته شد. این شرکت هم‌اکنون دومین شرکت بزرگ آمریکای لاتین بر پایه میزان درآمد سالیانه شناخته می‌شود. اکثریت سهام شرکت پمکس در اختیار دولت مکزیک است. ارزش بازار سهام این شرکت در سال ۲۰۱۰ بالغ بر ۱۰۲ میلیارد دلار اعلام شد، که این میزان معادل در حدود یک چهارم از ارزش کل دارایی‌های این شرکت برآورد می‌شود. ظرفیت تولید نفت خام شرکت پمکس به‌طور متوسط معادل ۲ میلیون و ۲۰۰ هزار بشکه در روز و ظرفیت تولید گاز طبیعی آن روزانه ۱۴۰ میلیون مترمکعب می‌باشد. ظرفیت پالایش نفت خام و تولید فراورده‌های نفتی پمکس یک میلیون ۷۰۰ هزار بشکه در روز است.